# I Am (мини-альбом)
I Am — дебютный мини-альбом южнокорейской гёрл-группы (G)I-dle, выпущенный компанией Cube Entertainment в цифровом виде 2 мая, а на физических носителях 3 мая 2018 года. Альбом содержит шесть треков, включая сингл «Latata», который был написан Big Sancho и участницей группы Чон Соён и представляет собой смесь нескольких различных музыкальных жанров.

## Предпосылки и релиз
18 апреля 2018 года Cube Entertainment объявил через SNS, что группа дебютирует с мини-альбомом «I Am» и заглавным треком «Latata».
Рекламные фото с участницами были выпущены с 23 по 24 апреля 2018 года.

## Продвижение альбома
2 мая (G)I-DLE дебютировали с мини-альбомом и в этот же день провели дебютный шоукейс в зале Blue Square iMarket, где они исполнили «Latata» вместе с «Maze».
Группа начала продвигать свой заглавный трек «Latata» 3 мая. Сначала они исполнили ведущий сингл на M Countdown, а затем выступили на Music Bank, Show! Music Core и Inkigayo. Они получили свою первую победу на музыкальном шоу The Show! с момента дебюта 22 мая. Через два дня, 24 мая, группа получила свою вторую победу на музыкальном шоу M Countdown.

## Коммерческий успех
Альбом дебютировал и достиг тринадцатого места в альбомном чарте Gaon. Альбом также дебютировал под номером семь и получил место под номером пять в мировом альбомном чарте Billboard 9 мая 2018 года. По состоянию на август 2018 года, альбом был продан в количестве 1000 копий в США.
Альбом, дебютировал на 13-й строчке в чарте Gaon в мае 2018 года, с 15288 проданными копиями. По состоянию на июль 2018 года, было продано более 21916 копий альбома на физических носителях.
Песня «Latata» заняла 37 в Топ-100 позицию по итогам 2018 года. «I Am» занял 11 место в списке лучших K-pop альбомов 2018 года. 2 февраля 2019 года клип «Latata» достиг 100 миллионов просмотров.

## Трек-лист
| №                   | Название                                          | Текст песни                                | Музыка                              | Аранжировка            | Длительность |
| ------------------- | ------------------------------------------------- | ------------------------------------------ | ----------------------------------- | ---------------------- | ------------ |
| 1.                  | «Latata»                                          | Soyeon                                     | Чон Соён Big Sancho                 | Чон Соён Big Sancho    | 3:22         |
| 2.                  | «$$$» (달라 / Dalla (Dollar))                     | Soyeon Le`mon                              | Yoon Jong Sung Le`mon               | Yoon Jong Sung         | 3:31         |
| 3.                  | «Maze»                                            | Son Young-jin Ferdy Soyeon                 | Son Young-jin Ferdy                 |                        | 3:20         |
| 4.                  | «Don't Text Me»                                   | Big Sancho Park Hae-il Jerry Potter Soyeon | Big Sancho Park Hae-il Jerry Potter | Big Sancho Park Hae-il | 3:36         |
| 5.                  | «What's in Your House?» (알고 싶어 / Algo Shipeo) | Arin Vincenzo Fuxxy Any Masingga Soyeon    | Arin Vincenzo Fuxxy Any Masingga    | Vincenzo Any Masingga  | 3:27         |
| 6.                  | «Hear Me» (들어줘요 / Deuleojwoyo)                | Son Young-jin Noh Kyung-min                | Son Young-jin                       |                        | 3:56         |
| Общая длительность: | Общая длительность:                               | Общая длительность:                        | Общая длительность:                 | Общая длительность:    | 21:18        |

## Чарты
| Чарты (2018)                 | Позиции в чартах |
| ---------------------------- | ---------------- |
| Республика Корея (Gaon)      | 6                |
| США World albums (Billboard) | 5                |